# Eucinetomorphus asturiensis
Eucinetomorphus asturiensis is een keversoort uit de familie zwamspartelkevers (Melandryidae). De wetenschappelijke naam van de soort werd in 1881 gepubliceerd door Edmund Reitter.